# ناحیه بیرچ‌ران، میشیگان
ناحیه بیرچ‌ران (به انگلیسی: Birch Run Township) یک منطقهٔ مسکونی در ایالات متحده آمریکا است که در شهرستان سگینا، میشیگان واقع شده‌است.
 ناحیه بیرچ‌ران ۹۲٫۲ کیلومتر مربع مساحت و ۶٬۰۳۳ نفر جمعیت دارد و ۱۹۳ متر بالاتر از سطح دریا واقع شده‌است.